# Heliconius sisyphus
Heliconius sisyphus är en fjärilsart som beskrevs av Osbert Salvin 1871. Heliconius sisyphus ingår i släktet Heliconius och familjen praktfjärilar. Inga underarter finns listade i Catalogue of Life.